# Caritea, regina di Spagna
Caritea, regina di Spagna, ossia La morte di Don Alfonso re di Portogallo è un'opera in due atti di Saverio Mercadante, su libretto di Paolo Pola. La prima rappresentazione ebbe luogo al Teatro la Fenice di Venezia il 21 febbraio 1826. Nelle riprese successive spesso il titolo divenne Donna Caritea. L'opera destò un «vero entusiasmo» e per molti anni ottenne la stessa accoglienza in tutti i teatri italiani.
Gli interpreti della prima rappresentazione furono:
| Personaggio  | Interprete        |
| ------------ | ----------------- |
| Caritea      | Ester Mombelli    |
| Don Alfonso  | Domenico Donzelli |
| Don Diego    | Isabella Fabbrica |
| Don Fernando | Domenico Cosselli |
| Don Rodrigo  | Giuseppe Binaghi  |
| Corrado      | Brigida Lorenzani |

Il direttore era Antonio Cammerra, il maestro del coro Luigi Carcano, lo scenografo Francesco Bagnara.
Un'opera sullo stesso soggetto, Donna Caritea, regina di Spagna era stata musicata in precedenza da Carlo Coccia, e rappresentata il 7 gennaio 1818 al Teatro Sant'Agostino di Genova.
Nella nona scena del primo atto un gruppo di guastatori spagnoli canta un coro, Aspra del militar bench'è la vita, alcune parole del quale, Chi per la patria muor, vissuto è assai, suscitarono entusiasmi patriottici, così che il coro veniva spesso proibito dalla censura.. Queste parole divennero poi famose anche per essere state cantate dai fratelli Bandiera prima della loro esecuzione. Il testo del libretto originale, tuttavia, dice Chi per la gloria muor.

## Trama
La scena è in Toledo, e sulle rive del Tago al campo di Don Alfonso.

### Atto I
Il re del Portogallo, Alfonso, ha dichiarato guerra alla Spagna, poiché la regina spagnola Caritea ha rifiutato la sua offerta di matrimonio e la vuole prendere con la forza. I portoghesi stanno assediando Toledo.
Giunge al campo portoghese, dove chiede di essere ospitato, Diego, uno spagnolo innamorato di Caritea che era fuggito perché era stato da lei rifiutato e aveva ucciso un altro pretendente della regina, Pompeo. Caritea, che era innamorata di Pompeo, ha promesso la sua mano a chi le consegnerà la testa di Diego.
Il caso vuole che sia proprio Diego a salvare Caritea che rischia di morire nei pressi del campo portoghese, dove si era recata in abiti virili intenzionata a soprpendere l'armata nemica. Diego, in cui è ancora palpitante l'amore per Caritea, non viene però riconosciuto, poiché sono passati ormai dieci anni dalla sua fuga.
Giunge sulla scena anche Alfonso, che con un gesto di generosità libera Don Fernando, l'anziano padre di Diego, che era caduto suo prigioniero. Alfonso viene poi informato che Caritea si aggira travestita nei pressi del suo campo ed esplode il suo furore.

### Atto II
Diego riesce a ricondurre Caritea a Toledo; avendo compreso che si è innamorata di lui, le chiede la mano, ma la regina gli ricorda il decreto con cui acconsente a sposarsi con chi gli recherà la testa dello stesso Diego. Fernando teme per la vita del figlio, ritrovato dopo tanti anni.
Don Alfonso, nel suo furore, sfida Diego a duello, ma viene ucciso. Diego ritorna a Toledo vincitore e acclamato dal popolo. Grazie a questo ora può rivelare a Caritea la propria identità. Caritea lo perdona e gli concede il matrimonio.

## Struttura musicale
- Sinfonia

### Atto I
- N. 1 - Introduzione Ah! Caritea dov'è? - Misera patria nostra - Ma non l'avrà quel perfido (Coro, Rodrigo, Caritea, Fernando)
- N. 2 - Cavatina Diego Ah! Se estinto ancor mi vuoi
- N. 3 - Marcia Vieni, campion terribile (Corrado)
- N. 4 - Cavatina Alfonso Nel lasciar le natie sponde (Alfonso, Coro)
- N. 5 - Duetto Alfonso e Rodrigo La baldanza del tuo orgoglio
- N. 6 - Coro Aspra del militar
- N. 7 - Duetto Caritea e Diego Ah! Per te se i giorni miei
- N. 8 - Finale I Presso a cadere è il dì - Al primo lampo orribile (Coro, Caritea, Diego, Alfonso, Fernando, Corrado)

### Atto II
- N. 9 - Quartetto D'un padre non senti (Fernando, Diego, Rodrigo, Caritea)
- N. 10 - Coro Che mai vuol dir!
- N. 11 - Aria Alfonso Va' superba, ingrata donna (Alfonso, Coro)
- N. 12 - Duetto Diego e Caritea Se pur barbara, spietata (Diego, Caritea, Coro)
- N. 13 - Aria Caritea Come un sembiante (Caritea, Coro)
- N. 14 - Duetto Alfonso e Diego Qual ardir! Tu mio rivale!
- N. 15 - Finale II Tu di Toledo al popolo - Guardami in volto adesso (Coro, Caritea, Diego, Rodrigo, Fernando)

## Curiosità
Nella versione italiana del film Mary Poppins (Disney, 1964), la canzone “Suffragette, A Noi!”, interpretata da Tina Centi, presenta una variazione sul tema della famosa aria “Aspra del militar”: “chi per il voto muor, vissuta è assai“.

## Discografia
- Nana Gordaze (Caritea), Jacek Laszczkowski (Don Alfonso), Sonia Lee (Don Diego), Nicolas Rivenq (Don Fernando), Gregory Bonfatti (Don Rodrigo), Ayhan Ustuk (Corrado), Giuliano Carella (direttore),  Orchestra internazionale d'Italia Opera, Bratislava Chamber Chorus, Nuova Era 7258/60, 3CD, 1995 (registrazione dal vivo al Festival della Valle d'Itria di Martina Franca)[6]